# ليه جونز (لاعب كرة قدم)
ليه جونز (بالإنجليزية: Les Jones)‏ (9 نوفمبر 1940 في المملكة المتحدة - ) هو لاعب كرة قدم بريطاني في مركز مهاجم داخلي. لعب مع بولتون واندررز ونادي ترانمير روفرز لكرة القدم ونادي تشستر سيتي ونادي رانكورن هالتون.